# Agastoschizomus patei
Espèce
Agastoschizomus patei est une espèce de schizomides de la famille des Protoschizomidae.

## Distribution
Cette espèce est endémique du Tamaulipas au Mexique,. Elle se rencontre dans la grotte Cueva de la Llorona à Yerbabuena.

## Description
Le mâle holotype mesure 7,44 mm et la femelle paratype 8,02 mm.

## Étymologie
Cette espèce est nommée en l'honneur de Dale L. Pate.

## Publication originale
- Cokendolpher & Reddell, 1992 : Revision of the Protoschizomidae (Arachnida: Schizomida) with notes on the phylogeny of the order. Texas Memorial Museum Speleological Monograph, vol. 3, p. 31-74.